# Ragazza sola
Ragazza sola è un singolo della cantante italiana Annalisa, pubblicato l'8 settembre 2023 come terzo estratto dall'ottavo album in studio E poi siamo finiti nel vortice.

## Descrizione
Il brano è stato scritto dalla stessa cantante con Alessandro Raina e Davide Simonetta, quest'ultimo anche produttore del brano. La cantante ha affermato che Ragazza sola è il terzo della trilogia di singoli pubblicati in promozione dell'album E poi siamo finiti nel vortice, assieme a Bellissima e Mon Amour. La cantante ha raccontato in un comunicato il significato del brano e la relazione con i precedenti brani:

## Accoglienza
Ragazza sola è stato accolto in maniera positiva da parte della critica specializzata.
Alessandro Alicandri di TV Sorrisi e Canzoni riporta che il brano «abbraccia le consapevolezze di Bellissima e Mon Amour» trovandolo tuttavia «classico» nel tema del testo e con un ritmo «che controlla il pathos del tema e lo rende comunque fresco e a suo modo divertente». Alicandri sottolinea che l'aspetto più interessante del brano siano le doti canore della cantante messe maggiormente in risalto rispetto ai precedenti brani, fattore che «fan storici avevano voglia di ritrovare» e che rendono il singolo «molto più personale e vissuto». Anche Fabio Fiume di All Music Italia scrive che Ragazza sola sia in grado di «ricongiungerla dal punto di vista squisitamente vocale con la Annalisa del passato», grazie a «bellissime note lunghe, a suoni pieni di echi e di enfatizzazioni affascinanti» poste su di una «struttura elettronica, [...] minimale». Fiume riflette inoltre sul concetto di trilogia, scrivendo che adotti «la stessa matrice negli arrangiamenti» nei tre brani in un percorso musicalmente ascendente, nei testi affronta il passaggio da una «donna in attesa a donna che non attende per nulla ma prende ciò che vuole, fino alla consapevolezza con cui si ritrova a ragionare su se stessa».
Francesco Raiola di Fanpage.it scrive che come i singoli precedenti il testo «ripercorre la strada della solitudine» e si presenta «il gioco delle ripetizioni» nel gancio, anche se risulti «più intimista, con la voce della cantante che si poggia semplicemente sul piano per tutta la prima strofa» per poi divenire un brano «ritmato». Claudio Fabretti di Ondarock definisce Ragazza sola «un brano dal mood più fragile e pensoso» più assimilabile ad Annalisa degli inizi della carriera, trovandolo «sicuramente meno studiato per le classifiche». Valentina Colosimo di Vanity Fair Italia afferma che il brano riporta ad una «una musica pop del passato, con un sound anni Ottanta», notando una similitudine in ciò con Bellissima, sebbene il testo abbia «una nota malinconica» più accentuata. Matteo Rossini di Sky TG24 riporta che la cantante «ha raccontato le sfumare dell’amore nei tre brani estratti» che in Ragazza sola ha «lasciato spazio a una rinascita in grado di portare a un nuovo incontro».

## Video musicale
Il video, diretto da Giulio Rosati, è stato pubblicato in concomitanza con l'uscita del singolo. Le riprese sono state effettuate a luglio all'interno del Le Roi Music Hall, storica sala da ballo di Torino.

## Tracce
Testi di Alessandro Raina, Annalisa Scarrone e Davide Simonetta, musiche di Davide Simonetta.
Download digitale
1. Ragazza sola – 3:19

## Classifiche
| Classifica (2023) | Posizione massima |
| ----------------- | ----------------- |
| Italia            | 21                |